# Џејмс Блант: Повратак на Косово
Џејмс Блант: Повратак на Косово је документарни филм из 2007. године, који описује повратак бившег капетана британске војске и музичара Џејмса Бланта на Косово и Метохију да одржи концерт НАТО трупама и да посети места и људе које је срео док је тамо служио 1999. године. Документарац је режирао Стивен Кантор.

## Радња филма
Документарац преплиће снимке снимљене 2006. године са личним видео снимцима које је Блант снимио 1999. године, као и снимцима вести из сукоба на Косову и Метохији. Блант се поново састао са тројицом преводилаца са којима је радио када је његова јединица први пут послата на терен. Заједно су намеравали да потраже породице са којима су комуницирали; уместо тога, пронашли су напуштене и уништене куће у којима су ове породице некада живеле. Блант је извео песме са свог албума Back to Bedlam, укључујући и песму You're Beautiful. Такође је укључено и његово извођење песме No Bravery о сукобу коју је написао током своје службе.

## Издавање филма
Филм Повратак на Косово је имао светску премијеру на фестивалу у Тексасу 10. марта 2007. године. У августу 2007. документарац је приказан на филмском фестивалу Докуфест на Косову и Метохији. Крајем 2008. видео је укључен у издање албума All the Lost Souls. У марту 2012. године, званични Јутјуб канал Блантове продукцијске куће поставио је документарни филм Џејмс Блант: Повратак на Косово из четири дела, а епизоде имају следеће називе:
1. From Soldier to Singer[6] (Од војника до војника)
2. Revisiting the Villages[7] (Поновна посета селима)
3. Life in the Villages Before and After[8] (Живот у селима пре и после)
4. The Inspiration behind "No Bravery"[9] (Инспирација за песму No Bravery)